# Exocentrus philippinus
Exocentrus philippinus là một loài bọ cánh cứng trong họ Cerambycidae.